# 마음작용 (아비달마구사론)
이 문서는 부파불교의 설일체유부의 주요 논서인 세친의 《아비달마구사론》에서 설명하고 있는 마음작용 즉 심소법(心所法)에 대해 다룬다. 마음작용에 대한 전체적 · 일반적 내용은 '마음작용 문서'에서 다루고 있다.
세친(世親, Vasubandhu: 316?~396?)은 부파불교의 설일체유부에 출가하였다가 후에 대승불교로 전향하였는데, 《아비달마구사론》은 그가 설일체유부의 논사로서 있을 지은 논서로, 경량부의 등의 당시의 불교 교학 전반을 참조하여 설일체유부의 교학을 비판적으로 집대성한 논서로, 학자들에 의해 설일체유부의 아비달마 논서 가운데 가장 핵심적인 논서로 평가받고 있는 논서이다.
세친은 《아비달마구사론》에서 마음작용(심소법)에 대해 '마음작용이란 ~이다'라는 형태로 명시적으로 정의하고 있지는 않다. 그러나 마음과의 관련하에 마음작용의 성격에 대해 언급하고 있는데, 그는 "마음과 마음작용은 반드시 결정코 구생(俱生)하므로, 둘 중의 어느 하나라도 결여될 때에는 다른 하나도 일어나지 않는다"라고 밝히고 있다. 이 언급에 나타난 내용은 부파불교와 대승불교의 다른 논서들에서 나타나는 마음작용에 대한 일반적인 정의인 '마음과 상응(相應)하는 모든 법(法)'이라는 정의와 그 내용은 동일하다.
세친은 《아비달마구사론》에서 수(受) · 상(想)에서 만(慢) · 의(疑)에 이르기까지 총 46가지 법을 들고 있으며, 이들 46가지 법들을 대지법(大地法: 10가지) · 대선지법(大善地法: 10가지) · 대번뇌지법(大煩惱地法: 6가지) · 대불선지법(大不善地法: 2가지) · 소번뇌지법(小煩惱地法: 10가지) · 부정지법(不定地法: 8가지)로 나누고 있다.

## 정의
세친은 《아비달마구사론》에서 마음작용(심소법)에 대해 '마음작용이란 ~이다'라는 형태로 명시적으로 정의하고 있지는 않다. 그러나 마음과의 관련하에 마음작용의 성격에 대해 언급하고 있는데, 그는 아래 인용문과 같이 마음과 마음작용은 반드시 상응(相應)하면서 함께 일어난다[俱生, 俱起]고 밝히고 있다.
이 인용문에 나타난 내용은 부파불교와 대승불교의 다른 논서들, 예를 들어 《아비달마품류족론》《대승오온론》《현양성교론》 등에서 나타나는 마음작용에 대한 일반적인 정의인 '마음과 상응(相應)하는 모든 법(法)'이라는 정의와 그 내용은 동일하다.
 如是已辯色定俱生。餘定俱生今次當辯。頌曰。

 心心所必俱 諸行相或得

論曰。心與心所必定俱生。隨闕一時餘則不起。諸行即是一切有為。謂色心心所心不相應行。前必俱言流至於此。謂色心等諸行生時。必與有為四相俱起。言或得者。謂諸行內唯有情法與得俱生。餘法不然。是故言或。
 
이와 같이 색은 결정코 구생(俱生)한다. 다시 말해 동시에 함께 생기한다는 사실에 대해 이미 분별하였다.

이제 다음으로 그 밖의 법으로서 결정코 구생하는 것에 대해 마땅히 분별해 보아야 할 것이다.

게송으로 말하겠다.

 심(心)과 심소(心所)는 반드시 함께하며

 제행(諸行)은 상(相), 혹은 득(得)과 [반드시 함께한다.]

논하여 말하겠다. 심과 심소는 반드시 결정코 구생하니, 둘 중의 어느 하나라도 결여될 때에는 다른 하나도 생기하지 않는다.

[본 송에서] 제행(諸行)이라 함은 바로 일체의 유위를 말하는 것이니, 이를테면 색과 심과 심소와 심불상응(心不相應)의 행이 바로 그것이다. 그리고 그 앞의 구절에서 언급한 '반드시 함께한다'고 하는 말은 여기에도 적용되니, 이를테면 색이나 심 등의 제행이 생겨날 때에는 반드시 유위의 4상(相 : 즉 生·住·異·滅의 네 가지 상)과 구생하는 것이다. 나아가 '혹은 득(得)'이라고 말한 것은, 이를테면 제행 가운데 오로지 유정의 법만이 득과 구생하고 그 밖의 법은 그렇지 않으니, 그렇기 때문에 '혹은'이라고 말한 것이다.
 — 《아비달마구사론》 제4권. 한문본 & 한글본

## 분류
《아비달마구사론》에서는 마음작용에 속한 총 46가지 법들을 다음과 같이 6품(六品) 즉 여섯 그룹으로 분류하고 있다. 이들의 명칭과 나열 순서는 《아비달마구사론》에 따른 것이다.
1. 대지법(大地法: 10가지): 수(受) · 상(想) · 사(思) · 촉(觸) · 욕(欲) · 혜(慧) · 염(念) · 작의(作意) · 승해(勝解) · 삼마지(三摩地)[21][22]
2. 대선지법(大善地法: 10가지): 신(信) · 불방일(不放逸) · 경안(輕安) · 사(捨) · 참(慚) · 괴(愧) · 무탐(無貪) · 무진(無瞋) · 불해(不害) · 근(勤)[23][24]
3. 대번뇌지법(大煩惱地法: 6가지): 치(癡) · 방일(放逸) · 해태(懈怠) · 불신(不信) · 혼침(惛沈) · 도거(掉擧)[25][26]
4. 대불선지법(大不善地法: 2가지): 무참(無慚) · 무괴(無愧)[27][28]
5. 소번뇌지법(小煩惱地法: 10가지): 분(忿) · 부(覆) · 간(慳) · 질(嫉) · 뇌(惱) · 해(害) · 한(恨) · 첨(諂) · 광(誑) · 교(憍)[29][30]
6. 부정지법(不定地法: 8가지): 심(尋) · 사(伺) · 수면(睡眠) · 악작(惡作) · 탐(貪) · 진(瞋) · 만(慢) · 의(疑)[19][20]

## 개별 법의 설명 (46가지)

### 대지법(大地法: 10가지)
대지법(大地法, 산스크리트어: mahā-bhūmika, mahā-bhūmi)이란 모든 법 가운데 '대지'(大地)에 존재하는 법들을 말한다. 여기서 '대지'는 대법(大法)의 지(地), 즉 대법의 행처(行處), 즉 대법이 생기하는 영역으로서의 마음, 즉 일체의 마음[一切心], 즉 모든 마음[一切心]을 가리키며, '대법'은 항상 존재하는 마음작용들을 말한다. 따라서, 대지법이란 일체의 마음(6식, 즉 심왕, 즉 심법)에 항상 존재하는 마음작용들을 말한다. 달리 말하면, 선한 마음이건, 악한 마음이건, 무기의 마음이건 마음이 존재할 때면 언제나 발견되는 마음작용들을 말한다. 그리고 마음이 이러한 '대법(大法)'들을 소유하며 이들의 소의처 즉 행처(行處)가 되고 통솔자로서 이들 대법들과 함께 생기(生起)하기 때문에 이러한 측면에서 마음을 '대지(大地)' 즉 '대법의 지'라고 한다.
설일체유부의 교학에 따르면, 대지법에 속한 마음작용으로는 수(受) · 상(想) · 사(思) · 촉(觸) · 욕(欲) · 혜(慧) · 염(念) · 작의(作意) · 승해(勝解) · 삼마지(三摩地)의 10가지 법이 있으며, 이들 10가지 마음작용은 온갖 마음(6식, 즉 심왕, 즉 심법)과 동일 찰나에 화합하여 두루 존재한다[諸心剎那和合遍有].

#### (1) 수(受)
수(受, 감수작용, 지각, 느낌, 과보의 영납,
산스크리트어: vedanā,
팔리어: vedanā,
영어: feeling,
sensation)는 고(苦)와 낙(樂), 그리고 양자 모두가 아닌 것 즉 불고불락(不苦不樂)의 차별(差別)을 영납(領納)하는, 대지법에 속한 마음작용이다. 즉, 인식대상에 대해서 그것이 괴로운 것인지, 즐거운 것인지, 괴롭지도 즐겁지도 않은 것인지의 '차별을 지각하는' 마음작용이다. 즉 온갖 접촉한 사물에 대해 그것이 고인지, 낙인지, 불고불락인지의 여부를 감성적으로 즉시에 '판별하여 지각하는' 마음작용이다.

#### (2) 상(想)
상(想, 표상작용, 취상(取像), 취상(取相), 구료상(搆了相),
산스크리트어: saṃjñā,
팔리어: saññā,
영어: perception, cognition,
conceptualization, distinguishing,
idea)은 인식대상[境]에 대하여 차별상(差別相)을 취하는, 대지법에 속한 마음작용이다. 차별상이란 어떤 사물과 다른 사물을 구별짓는 어떤 것으로, '어떤 사물[境]에 대해 차별상을 취한다는 것'은 어떤 사물이 다른 사물과 어떻게 다른 지를 식별하고 알게 할 토대 또는 근거가 획득된다는 것을 뜻한다.

#### (3) 사(思)
사(思, 의사, 의지, 추진, 조작(造作), 짓고 만듦,
산스크리트어: cetanā,
팔리어: cetanā,
영어: volition,
directionality of mind, attraction,
urge)는 마음(6식, 즉 심왕, 즉 심법)으로 하여금 조작(造作: 짓고 만듦)하게 하는, 대지법에 속한 마음작용이다.

#### (4) 촉(觸)
촉(觸, 접촉, 3사화합 · 분별 · 변이,
산스크리트어: sparśa,
팔리어: phassa,
영어: contact)은 근(根) · 경(境) · 식(識)이 화합하여 생겨나는 마음작용으로, 마음(6식, 즉 심왕, 즉 심법)으로 하여금 능히 '인식대상과 접촉[觸對]'할 수 있게 하는, 대지법에 속한 마음작용이다.

#### (5) 욕(欲)
욕(欲, 희망, 욕구, 희망의 인발,
산스크리트어: chanda,
팔리어: chanda,
영어: intention, interest,
desire to act,
desire for action, aspiration)은 지어야 할 일[事]과 업(業)을 희구(希求)하는, 대지법에 속한 마음작용이다.

#### (6) 혜(慧)
혜(慧, 반야, 택법, 간택, 식별, 지혜, 의심을 끊음,
산스크리트어: prajñā,
팔리어: paññā,
영어: wisdom, discrimination, discernment)는 마음(6식, 즉 심왕, 즉 심법)으로 하여금 법(法)에 대해 능히 간택(簡擇)할 수 있게 하는, 대지법에 속한 마음작용이다.

#### (7) 염(念)
염(念, 관, 정념, 4념처, 끊임없는 수동적 관찰,
명기(明記)와 불망(不忘), 주의집중, 불산란,
산스크리트어: smṛti,
팔리어: sati,
영어: mindfulness,
awareness,
inspection,
recollection,
retention,
memory)은 연(緣: 소연 즉 인식대상, 또는 원인)을 명확히 기억[明記]하여 잊어버리지 않는[不忘], 대지법에 속한 마음작용이다.

#### (8) 작의(作意)
작의(作意, 마음을 일으킴, 기억을 일으킴, 주의, 유의, 발동과 유지,
산스크리트어: manasikara,
팔리어: manasikara,
영어: attention,
act of attention,
ego-centric demanding)는 마음(6식, 즉 심왕, 즉 심법)으로 하여금 능히 경각(警覺)하게 하는, 대지법에 속한 마음작용이다.

#### (9) 승해(勝解)
승해(勝解, 확실한 이해, 뛰어난 이해, 인가와 유지,
산스크리트어: adhimokṣa,
adhimoksha,
adhimukti,
팔리어: adhimokkha,
영어: interest,
intensified interest,
decision,
firm conviction,
resolution,
approval)는 마음(6식, 즉 심왕, 즉 심법)으로 하여금 능히 인식대상[境]에 대해 인가(印可: 도장찍듯이 찍어서 가결함)하게 하는, 대지법에 속한 마음작용이다.

#### (10) 삼마지(三摩地)
삼마지(三摩地, 심일경, 대상과 하나됨, 전일(專一), 선정과 삼매,
산스크리트어: samādhi,
팔리어: samādhi,
산스크리트어: ekāgratā,
팔리어: ekaggatā,
영어: concentration,
one-pointedness,
unification,
unification of mind)는 심일경성(心一境性) 즉 마음[心: 6식, 즉 심왕, 즉 심법]이 대상[境]과 하나가 되는[一] 것을 본질[性]로 하는, 대지법에 속한 마음작용이다.

### 대선지법(大善地法: 10가지)
대선지법(大善地法, 산스크리트어: kuśala-mahā-bhūmika)이란 모든 법 가운데 '대선지'(大善地)에 존재하는 법들을 말한다. 여기서 '대선지'는 대선법(大善法)의 지(地), 즉 대선법의 행처(行處), 즉 대선법이 생기하는 영역으로서의 마음, 즉 선한 마음[善心]을 가리키며, '대선법'은 항상 선한 마음작용들을 말한다. 따라서, 대선지법이란 일체의 선한 마음(6식, 즉 심왕, 즉 심법)에 항상 존재하는 마음작용들을 말한다.
설일체유부의 교학에 따르면, 대선지법에 속한 마음작용으로는 신(信) · 불방일(不放逸) · 경안(輕安) · 사(捨) · 참(慚) · 괴(愧) · 무탐(無貪) · 무진(無瞋) · 불해(不害) · 근(勤)의 10가지 법이 있으며, 이들 10가지 마음작용은 선심(善心) 즉 선한 마음에만 두루 존재한다[唯遍善心].

#### (11) 신(信)
신(信, 믿음, 인가, 청정, 희망,
산스크리트어: śraddhā,
팔리어: saddhā,
영어: faith)은 마음으로 하여금 징정(澄淨)해지게 하는, 대선지법에 속한 마음작용이다. 또는 신(信)은 진리[諦, 4성제] · 보배[寶, 3보] · 업(業, 원인) · 과(果, 결과)에 대해 현전에서 인허(忍許: 인가하고 허락함, 확신함)하는, 대선지법에 속한 마음작용이다.

#### (12) 불방일(不放逸)
불방일(不放逸, 성실, 선법을 닦음, 마음을 방호함,
산스크리트어: apramāda,
팔리어: appamada,
영어: carefulness,
concern,
conscientiousness,
conscious awareness, diligence)은 온갖 선법(善法)을 닦고 온갖 불선법(不善法)을 떠나는 것을 말하며, 대선지법에 속한 마음작용이다. '닦는다[修]'는 것은 선(善)에 전주(專注)하는 것 즉 전념(專念)하는 것을 본질[性]로 하는 행위 또는 실천이다. 또는 불방일(不放逸)은 호심(護心) 즉 능히 마음을 수호(守護: 지키고 보호함)하는 것을 말하며, 대선지법에 속한 마음작용이다.

#### (13) 경안(輕安)
경안(輕安, 조화롭고 가뿐함, 고르고 상쾌함, 평안,
산스크리트어: praśrabdhi,
팔리어: passaddhi,
영어: pliancy,
alertness,
flexibility,
aptitude)은 심감임성(心堪任性) 즉 마음의 감임성(堪任性)을 말하며, 대선지법에 속한 마음작용이다. 즉 경안은 마음을 가볍고 편안하게 하여 마음[心]으로 하여금 능히 선법을 감당[堪任]할 수 있게 하는 것을 본질[性]로 하는 선한 마음작용이다.
경안(輕安)에는 신경안(身輕安)과 심경안(心輕安)이 있다. 마치 신수(身受)가 전5식과 상응하는 수(受)이고 심수(心受)가 제6의식과 상응하는 수(受)인 것처럼, 신경안은 전5식과 상응하는 경안이고, 심경안은 제6의식과 상응하는 경안이다.

#### (14) 사(捨)
사(捨, 내려놓음, 버림, 평등 · 정직 · 무공용,
고요, 평정, 평정심, 평온, 균형, 평형,
산스크리트어: upeksā,
팔리어: upekkhā,
upekhā,
영어: serenity, equilibrium,
equanimity,
stability,
composure,
indifference)는 심평등성(心平等性)과 심무경각성(心無警覺性) 즉 마음의 평등성(平等性)과 마음의 무경각성(無警覺性)을 말하며, 대선지법에 속한 마음작용이다. 즉 사(捨)는 마음의 평등과 마음의 무경각을 본질[性]로 하는 선한 마음작용으로, 혼침(惛沈)과 도거(掉擧)를 떠나 마음이 평등하고 마음에 동요됨이 없는 것을 말한다.
한편, 《아비달마구사론》에서 세친은 사(捨)의 마음작용에 대해 다루는 절에서, 무경각성(無警覺性)으로 정의되는 사(捨)와 경각성으로 정의되는 작의(作意)가 어떻게 서로 구기(俱起: 함께 일어남)할 수 있는가에 대한 문제를 논의하고 있다. 즉, 대지법에 속한 작의(作意)는 모든 마음에서 언제나 일어나는 마음작용이고, 대선지법에 속한 사(捨)는 모든 선한 마음에서 언제나 일어나는 마음작용인데, 선한 마음에서 사(捨)의 무경각성과 작의(作意)의 경각성이 어떻게 모순없이 공존할 수 있으며, 이들의 관계가 어떠하며, 어떻게 '한 찰나의 마음[一心]' 중에 함께 일어날[俱起] 수 있는가에 대한 문제를 논의하고 있다.

#### (15) 참(慚)
참(慚, 부끄러워함, 자신에게 부끄럽게 여김,
산스크리트어: hrī,
팔리어: hiri,
영어: self-respect,
conscientiousness,
sense of shame,
dignity,
respect)은 대불선지법에 속하는 무참(無慚)의 반대가 되는 마음작용으로, 공경함[敬]이 있고, 존중함[崇]이 있으며, 어렵게 여겨 꺼림[忌難]이 있으며, 따라 속하는 일[隨屬, 즉 제자로서의 예의]이 있는, 대선지법에 속한 마음작용이다.  또는 참(慚)은 지은 죄에 대해 그 죄 자체(예를 들어, 이숙인)를 지금 관찰하여 부끄러워함이 있는 선한 마음작용이다.

#### (16) 괴(愧)
괴(愧, 뉘우침, 부끄러워함, 남에게 부끄럽게 여김,
산스크리트어: apatrāpya,
팔리어: ottappa,
영어: decorum,
shame,
consideration,
propriety,
fear)는 대불선지법에 속하는 무괴(無愧)의 반대가 되는 마음작용으로, 죄에 대해 두렵게 보는, 대선지법에 속한 마음작용이다.  또는 괴(愧)는 지은 죄에 대해 그 죄의 다른 것(예를 들어, 이숙과)을 관찰하여 부끄러워함이 있는 선한 마음작용이다.

#### (17) 무탐(無貪)
《아비달마구사론》에서는 무탐(無貪, 염착이 없음, 집착하지 않음,
산스크리트어: alobha,
팔리어: alobha,
영어: purity,
non-attachment,
without attachment, absence of desire)에 대해 정의하고 있지 않으며, 다만 무탐은 무진(無瞋) · 무치(無癡)와 더불어 선근(善根)을 이룬다고 설명하고 있다. 즉, 무탐이 모든 '선의 뿌리[善根]'를 이루는 3가지 법 가운데 하나라는 것을 언급하는 것으로 무탐에 대한 정의 또는 설명을 대신하고 있다. 그리고 무치(無癡)가 대선지법에 속하지 않는 것은 무치는 대지법에 속한 마음작용인 혜(慧)를 본질[性]로 하기 때문이라고 설명하고 있다.

#### (18) 무진(無瞋)
《아비달마구사론》에서는 무진(無瞋, 자애로움, 자(慈), 사랑, 성내지 않음, 노여워하지 않음,
산스크리트어: apratigha,
adveṣa,
팔리어: adosa,
영어: good will,
non-aggression,
non-hatred,
imperturbability,
non-anger,
absence of hatred)에 대해 정의하고 있지 않으며, 다만 무진은 무탐(無貪) · 무치(無癡)와 더불어 선근(善根)을 이룬다고 설명하고 있다. 즉, 무진이 모든 '선의 뿌리[善根]'를 이루는 3가지 법 가운데 하나라는 것을 언급하는 것으로 무진에 대한 정의 또는 설명을 대신하고 있다. 그리고 무치(無癡)가 대선지법에 속하지 않는 것은 무치는 대지법에 속한 마음작용인 혜(慧)를 본질[性]로 하기 때문이라고 설명하고 있다.

#### (19) 불해(不害)
불해(不害, 아힘사, 해치지 않음, 비(悲), 불손뇌(不損惱), 연민, 비폭력,
산스크리트어: ahiṃsā,
팔리어: avihiṃsā,
영어: no harm,
non-violence)는 무손뇌(無損惱)의 즉 손뇌(損惱)를 입힘이 없는, 대선지법에 속한 마음작용이다. 즉, 불해(不害)는 손상시키거나[損] 괴롭히지[惱] 아니하는 선한 마음작용이다.

#### (20) 근(勤)
근((勤, 마음의 용맹함, 정진, 결단과 인내,
산스크리트어: vīrya, 팔리어: viriya,
영어: diligence,
energy,
perseverance,
enthusiasm,
sustained effort)은 마음으로 하여금 용한(勇悍: 날래고 사나움, 결단력이 있고 억세고 모짐, 강하고 눈을 부릅뜸, 용기가 있고 억셈)하게 하는 것, 즉 모질게 노력하게 하는 것을 본질[性]로 하는, 대선지법에 속한 마음작용이다.

### 대번뇌지법(大煩惱地法: 6가지)
대번뇌지법(大煩惱地法, 산스크리트어: kleśa-mahā-bhūmika)이란 모든 법 가운데 '대번뇌지'(大煩惱地)에 존재하는 법들을 말한다. 여기서 '대번뇌지'는 대번뇌법(大煩惱法)의 지(地), 즉 대번뇌법의 행처(行處), 즉 대번뇌법이 생기하는 영역으로서의 마음, 즉 염오심(染污心) 즉 번뇌에 오염된 마음을 가리키며, '대번뇌법'은 번뇌성의 마음작용들 즉 번뇌들 가운데 항상 존재하는 것들을 말한다. 따라서, 대번뇌지법이란 일체의 염오심(染污心) 즉 번뇌에 오염된 마음(6식, 즉 심왕, 즉 심법)에 항상 존재하는 마음작용들을 말한다.
설일체유부의 교학에 따르면, 대번뇌지법에 속한 마음작용으로는 치(癡) · 방일(放逸) · 해태(懈怠) · 불신(不信) · 혼침(惛沈) · 도거(掉擧)의 6가지 법이 있으며, 이들 6가지 마음작용은 염오심(染污心) 즉 오염된 마음에 항상 존재한다[恒於染污心有]. 달리 말하면, 이들 6가지 마음작용은 오직 온갖 염오심 즉 오염된 마음과 구기(俱起)할 뿐이며[唯遍染心俱起] 다른 마음과는 구기(俱起)하지 않는다.

#### (21) 치(癡)
치(癡, 어리석음, 우치, 무지(無知), 무지(無智), 무현(無顯),
산스크리트어: moha,
mūdha,
avidyā,
팔리어: avijjā,
영어: ignorance,
delusion,
error)는 우치(愚癡) 즉 어리석음을 말한다. 달리 말해, 치(癡)란 바로 무명(無明) · 무지(無智) · 무현(無顯)의 마음작용으로, 대번뇌지법에 속한 마음작용이다. 세친은 해당 단락에서 이들 세 낱말에 대해서 별도의 설명을 제공하고 있지 않은데, 이들 낱말에 대한 현대 학자의 주석에 따르면 무지(無智)는 마음이 사(事: 사물, 현상)와 이(理: 이치, 본질)를 밝게 결택(決擇: 옳고 그름을 판단하여 결정함)할 수 없는 상태를 말하고, 무현(無顯)은 사(事: 사물, 현상)와 이(理: 이치, 본질)가 은폐되어 마음에 밝게 드러나 알려지지 않은 상태를 말한다. '무명(無明)'이라는 낱말에 대해서는 현대 학자의 주석이 제공되어 있지 않은데, 무명(無明)의 문자 그대로의 뜻은 '밝음[明]이 없음[無]'이다. 《아비달마품류족론》과 《아비달마구사론》에 따르면 밝음[明]은 혜의 8가지 다른 이름인 지(智) · 견(見) · 명(明) · 각(覺) · 해(解) · 혜(慧) · 광(光) · 관(觀) 가운데 하나이다. 보광(普光)의 《구사론기(俱舍論記)》 제26권에 따르면, 명(明)은 조명(照明: 관조와 밝음)을 뜻한다.
모든 번뇌를 근본번뇌와 수번뇌로 나눌 때, 치(癡) 즉 무명(無明)은 근본번뇌에 속한다.
근본번뇌를 견소단 · 수소단으로 분별할 때, 치(癡) 즉 무명(無明)은 견소단이기도 하고 수소단이기도 하다. 구체적으로는, 무명은 10수면의 다른 번뇌와 상응하지 않고 홀로 생기(生起)할 수 있는데, 이 때의 무명을 독두무명(獨頭無明) 또는 불공무명(不共無明)이라 한다. 독두무명은 수소단이다. 무명이 10수면의 다른 번뇌와 서로 상응하면서 생기하는 경우 상응무명(相應無明) 또는 공무명(共無明)이라고 하는데, 10수면 가운데 5견과 의(疑)와 상응하여 생기하는 상응무명의 경우, 5견과 의(疑)가 견소단이기 때문에 이 때의 상응무명도 견소단이다. 10수면 가운데 탐 · 진 · 만과 상응하여 생기하는 상응무명의 경우, 탐 · 진 · 만이 견소단이자 수소단이기 때문에 이 경우의 상응무명도 견소단이자 수소단이다.
3계(三界)와 5부(五部)로 분별해 보면, 치(癡) 즉 무명(無明)은 3계 모두에 존재하며 5부를 모두 갖추고 있다. 즉, 치(癡) 즉 무명(無明)은 욕계 · 색계 · 무색계의 3계 각각에서 견도소단 · 견집소단 · 견멸소단 · 견도소단 · 수도소단의 측면을 모두 갖추고 있다. 따라서, 3계 · 5부의 관점에서 볼 때, 무명은 욕계의 5가지 · 색계의 5가지 · 무색계의 5가지로 총 15가지가 있다. 이들 가운데 욕계의 4가지 · 색계의 4가지 · 무색계의 4가지의 총 12가지가 견소단 즉 견혹(見惑)이고, 욕계의 수도소단 1가지 · 색계의 수도소단 1가지 · 무색계의 수도소단 1가지의 총 3가지가 수소단 즉 수혹(修惑)이다.
욕계의 치(癡) 즉 욕계의 무명(無明)은 진(瞋)과 욕계의 탐(貪) 즉 욕탐(欲貪)과 더불어 불선근(不善根), 즉 모든 불선 즉 악의 뿌리를 이룬다. 여기서 주의할 점은, '모든 불선 즉 악의 뿌리'라고 말하고 있는 것으로, 이것이 곧 '모든 번뇌의 뿌리'와 동의어인 것은 아니다. 불선과 번뇌는 깊이 관련되어 있지만 기본적으로 그 개념이 다르다. 번뇌 즉 잡염은 불선과 유부무기를 합한 개념이다.

#### (22) 방일(放逸)
방일(放逸, 노는 것, 불성실, 포기,
선법을 닦지 않음, 마음을 방호하지 않음,
산스크리트어: pramāda,
영어: heedlessness,
carelessness,
unconcern,
non-diligence)은 온갖 선(善)을 닦지 않는 것을 말한다. 방일은 온갖 선을 닦는 것 즉 불방일(不放逸)에 의해 대치(對治)되는 법으로, 대번뇌지법에 속한 마음작용이다.
모든 번뇌를 근본번뇌와 수번뇌로 나눌 때, 방일(放逸)은 수번뇌에 속한다. 《아비달마구사론》에서는 방일(放逸)이 어느 근본번뇌로부터 일어나는 수번뇌인지에 대해 명확한 언급이 없는데, 설일체유부의 논사 중현의 《아비달마장현종론》에서도 마찬가지로 명확한 언급이 없다.

#### (23) 해태(懈怠)
해태(懈怠, 게으름, 책려하지 않음, 노력하지 않음,
산스크리트어: kausīdya,
팔리어: kusīta,
영어: laziness,
slothfulness,
spiritual sloth, idleness)는 심불용한(心不勇悍) 즉 마음이 결단력이 없고 인내하지 못하는 것, 마음이 모질게 노력하지 않는 것을 말한다. 해태는 대선지법에 속한 근(勤)에 의해 대치(對治)되는 법으로, 대번뇌지법에 속한 마음작용이다.
모든 번뇌를 근본번뇌와 수번뇌로 나눌 때, 해태(懈怠)는 수번뇌에 속한다. 《아비달마구사론》에서는 해태(懈怠)가 어느 근본번뇌로부터 일어나는 수번뇌인지에 대해 명확한 언급이 없는데, 설일체유부의 논사 중현의 《아비달마장현종론》 제6권에 따르면 해태(懈怠)는 근본번뇌 가운데 무명(無明) 즉 치(癡)로부터 일어나는 수번뇌이다.
5개 가운데 혼면개(惛眠蓋)는 대번뇌지법에 속한 혼침과 부정지법에 속한 수면이 결합된 것인데, 게으름 즉 해태를 뜻하는 것으로 해석되기도 한다.

#### (24) 불신(不信)
불신(不信, 믿지 않음, 인가하지 않음, 청정하지 않음, 희망하지 않음,
산스크리트어: āśraddhya,
영어: lack of faith,
lack of trust,
disbelieving a fact, disbelief)은 심부징정(心不澄淨) 즉 마음이 징정(澄淨)하지 않은 것을 말한다. 불신은 대선지법에 속한 신(信)에 의해 대치(對治)되는 법으로, 대번뇌지법에 속한 마음작용이다.
모든 번뇌를 근본번뇌와 수번뇌로 나눌 때, 불신(不信)은 수번뇌에 속한다. 《아비달마구사론》에서는 불신(不信)이 어느 근본번뇌로부터 일어나는 수번뇌인지에 대해 명확한 언급이 없는데, 설일체유부의 논사 중현의 《아비달마장현종론》 제6권에 따르면 불신(不信)은 근본번뇌 가운데 견(見)에 속한 사견(邪見)으로부터 일어나는 수번뇌이다.

#### (25) 혼침(惛沈)
혼침(惛沈, 몽매함, 침울함, 어두움, 무거움,
감당할 능력이 없음, 민활하지 못함,
산스크리트어: styāna,
팔리어: thīna,
영어: lethargy,
gloominess,
foggymindedness,
torpor)은 신중성(身重性: 몸이 무거움) · 심중성(心重性: 마음이 무거움) · 신무감임성(身無堪任性: 몸이 민활하지 못함) · 심무감임성(心無堪任性: 마음이 민활하지 못함) · 신혼침성(身惛沈性: 몸이 혼미하거나 침울함) · 심혼침성(心惛沈性: 마음이 혼미하거나 침울함)을 말하며, 대번뇌지법에 속한 마음작용이다.
신중성(身重性: 몸이 무거움) · 신무감임성(身無堪任性: 몸이 민활하지 못함) · 신혼침성(身惛沈性: 몸이 혼미하거나 침울함) · 심혼침성(心惛沈性: 마음이 혼미하거나 침울함)은 실제로는 몸이 무겁거나 민활하지 못하거나 혼미하거나 침울한 것이 아니라, 전5식이 무겁거나 민활하지 못하거나 혼미하거나 침울한 것을 말하는데, 이것은 전5식과 상응하는 수(受)의 마음작용을 신수(身受: 몸의 느낌, 몸의 감수작용)라고 하는 것과 같다.
심중성(心重性: 마음이 무거움) · 심무감임성(心無堪任性: 마음이 민활하지 못함) · 심혼침성(心惛沈性: 마음이 혼미하거나 침울함)은 제6의식이 무겁거나 민활하지 못하거나 혼미하거나 침울한 것을 말하는데, 이것은 제6의식과 상응하는 수(受)의 마음작용을 심수(心受: 마음의 느낌, 마음의 감수작용)라고 하는 것과 같다.
모든 번뇌를 근본번뇌와 수번뇌로 나눌 때, 혼침(惛沈)은 수번뇌에 속하며 근본번뇌 가운데 무명(無明) 즉 치(癡)로부터 일어나는 수번뇌이다.
혼침(惛沈)은 대번뇌지법에 속한 마음작용인 수면(睡眠)과 결합하여 5개 가운데 하나인 혼면개(惛眠蓋)를 이룬다. 혼침(惛沈)과 수면(睡眠)의 두 번뇌는 모두 마음의 성질[心性: 마음의 본질적 성질 즉 마음의 본질적 능력 즉 심의식]이 가라앉게[沈] 하고 흐릿하게[昧] 하는 작용을 한다. 그 결과, 설일체유부의 교학에 따르면 계온(戒蘊) · 정온(定蘊) · 혜온(慧蘊) · 해탈온(解脫蘊) · 해탈지견온(解脫知見蘊)의 5무루온 가운데 혜온 즉 지혜[慧]를 장애하며, 경량부의 교학에 따르면 5무루온 가운데 정온 즉 선정[定]을 장애한다.

#### (26) 도거(掉擧)
도거(掉擧, 고요하지 않음, 들뜸,
산스크리트어: auddhatya,
팔리어: uddhacca,
영어: excitement,
restlessness,
ebullience,
flightiness of mind, dissipation)는 마음으로 하여금 부정(不靜)하게 하는 법, 즉 마음으로 하여금  고요히 안정되지 못하게 하는 법으로, 대번뇌지법에 속한 마음작용이다.
모든 번뇌를 근본번뇌와 수번뇌로 나눌 때, 도거(掉擧)는 수번뇌에 속하며 근본번뇌 가운데 탐(貪)으로부터 일어나는 수번뇌이다.
도거(掉擧)는 부정지법에 속한 마음작용인 악작(惡作) 즉 회(悔)와 결합하여 5개 가운데 하나인 도회개(惛眠蓋)를 이룬다. 도거(掉擧)와 회(悔)의 두 번뇌는 모두 마음으로 하여금 적정(寂靜: 고요함)하지 못하게 하는 작용을 한다. 그 결과, 설일체유부의 교학에 따르면 계온(戒蘊) · 정온(定蘊) · 혜온(慧蘊) · 해탈온(解脫蘊) · 해탈지견온(解脫知見蘊)의 5무루온 가운데 정온 즉 선정[定]을 장애하며, 경량부의 교학에 따르면 5무루온 가운데 혜온 즉 지혜[慧]를 장애한다.

### 대불선지법(大不善地法: 2가지)
대불선지법(大不善地法, 산스크리트어: akuśala-mahā-bhūmika)이란 모든 법 가운데 '대불선지'(大不善地)에 존재하는 법들을 말한다. 여기서 '대불선지'는 대불선법(大不善法)의 지(地), 즉 대불선법의 행처(行處), 즉 대불선법이 생기하는 영역으로서의 마음, 즉 불선심(不善心) 즉 번뇌에 오염된 마음 중에서도 불선한 마음을 가리키며, '대불선법'은 불선한 마음작용들 가운데 항상 존재하는 것들을 말한다. 따라서, 대불선지법이란 일체의 불선심(不善心) 즉 번뇌에 의한 오염이 심화되어 불선의 상태에 처해 있는 마음(6식, 즉 심왕, 즉 심법)에 항상 존재하는 마음작용들을 말한다.
설일체유부의 교학에 따르면, 대불선지법에 속한 마음작용으로는 무참(無慚) · 무괴(無愧)의 2가지 법이 있으며, 이들 2가지 마음작용은 불선심(不善心) 즉 불선한 마음에 항상 존재한다[恒於不善心有]. 달리 말하면, 이들 2가지 마음작용만이 모든 불선심 즉 불선한 마음 즉 악한 마음과 구기(俱起)한다[與一切不善心俱].

#### (27) 무참(無慚)
무참(無慚, 스스로에게 부끄러워하지 않음, 공경하지 않음,
산스크리트어: āhrīkya,
ahrī,
팔리어: ahirika,
영어: lack of shame,
lack of consciousness,
consciencelessness,
shamelessness,
disrespect)은 온갖 공덕(功德)과 유덕자(有德者)에 대한 무경(無敬) · 무숭(無崇) · 무소기탄(無所忌難) · 무소수속(無所隨屬)의 마음작용으로, 공경(恭敬)의 적대가 되는 법[敵對法]이다. 즉 공덕(功德: 계정혜 3학)과 덕이 있는 자[有德者: 스승]에게 공경[敬]하는 일이 없고, 존중[崇]하는 일이 없고, 어렵게 여겨 꺼리는 일[忌難]도 없고, 따라 속하는 일[隨屬: 제자로서의 예의]도 없는, 대불선지법에 속한 마음작용으로 공경(恭敬)의 반대가 되는 마음작용이다.
또는, 유여사(有餘師)의 정의에 따르면, 무참(無慚)은 지은 죄에 대해 그 자체를, 예를 들어 이숙인(異熟因)을, 관찰하여 부끄러워함이 없는, 대불선지법에 속한 마음작용이다.
모든 번뇌를 근본번뇌와 수번뇌로 나눌 때, 무참(無慚)은 수번뇌에 속하며 근본번뇌 가운데 탐(貪)으로부터 일어나는 수번뇌이다.

#### (28) 무괴(無愧)
무괴(無愧, 남에게 부끄러워하지 않음, 뉘우치지 않음, 두려워하지 않음,
산스크리트어: anapatrāpya,
atrapā,
팔리어: anottappa,
영어: lack of propriety,
disregard,
shamelessness)는 죄(罪) 즉 모든 선사(善士)가 꾸짖고 싫어하는 법[訶厭法]에 대해 두려워 해야 할 것[怖畏]으로 보지 않는 마음작용으로, 대불선지법에 속한 마음작용이다. 즉, 원인으로서의 죄(罪) 자체와 그것이 불러올 과보를 두려워 하지 않는 마음작용이다.
그리고, 원인으로서의 죄와 미래의 과보를 두려워 하지 않는 마음작용인 무괴(無愧)는 인과를 부정하는 번뇌인 사견(邪見)과 인과의 도리에 미혹한 번뇌인 무명(無明)을 인기(引起)하여 현행하게 하는 작용을 한다.
또는, 유여사(有餘師)의 정의에 따르면, 무괴(無愧)는 지은 죄에 대해 다른 것을, 예를 들어 이숙과(異熟果)를, 관찰하여 부끄러워함이 없는, 대불선지법에 속한 마음작용이다.
모든 번뇌를 근본번뇌와 수번뇌로 나눌 때, 무괴(無愧)는 수번뇌에 속하며 근본번뇌 가운데 무명(無明) 즉 치(癡)로부터 일어나는 수번뇌이다.

### 소번뇌지법(小煩惱地法: 10가지)
소번뇌지법(小煩惱地法)이란 모든 법 가운데 '소번뇌지'(小煩惱地)에 존재하는 법들을 말한다. 여기서 '소번뇌지'는 소번뇌법(小煩惱法)의 지(地), 즉 소번뇌법의 행처(行處), 즉 소번뇌법이 생기하는 영역으로서의 마음, 즉 염오심(染污心) 가운데 특정한 일부, 즉 번뇌에 의해 오염된 마음 가운데 특정한 일부의 마음을 가리키며, '소번뇌법'은 소분(少分)의 번뇌 즉 특정한 일부의 번뇌를 말한다. 따라서, 소번뇌지법이란 일부의 염오심(染污心)에서만 존재하는 마음작용들, 즉 번뇌에 의해 오염된 마음 가운데 특정한 일부의 마음(6식, 즉 심왕, 즉 심법)에서만 존재하는 마음작용들을 말한다.
설일체유부의 교학에 따르면, 소번뇌지법에 속한 마음작용으로는 분(忿) · 부(覆) · 간(慳) · 질(嫉) · 뇌(惱) · 해(害) · 한(恨) · 첨(諂) · 광(誑) · 교(憍)의 10가지 법이 있으며, 이들 10가지 마음작용은 일부의 염오심(染污心)과 구기(俱起)한다[少分染污心俱]. 달리 말하면, 이들 10가지 마음작용들은 모든 염오심 또는 불선심에서 발견되는 것이 아니며 특정한 염오심 또는 불선심에서만 발견된다.
보다 구체적으로는, 이들 10가지 마음작용들을 소번뇌지법이라고 하는 이유는, 《구사론》에 따르면 다음의 4가지 이유 때문이다.
- 유수소단(唯修所斷): 이들 10가지 마음작용들은 오로지 수소단(修所斷)의 번뇌들이다.
- 유의식지기(唯意識地起): 이들 10가지 마음작용들은 제6의식의 지(地), 즉 제6의식에서만 일어나는 번뇌들이다.
- 유무명상응(唯無明相應): 이들 10가지 마음작용들은 현행하여 작용할 때 모든 염오법 즉 모든 근본번뇌들과 수번뇌들 가운데 오직 무명(無明)과 상응하여 작용하는 번뇌들이다.
- 각별현행(各別現行): 이들 10가지 마음작용들은 각각 별도로 현행하는 번뇌들이다.

#### (29) 분(忿)
분(忿, 분노, 비난과 성냄, 노여워함,
산스크리트어: krodha,
영어: fury,
rage,
indigation,
anger)은 근본번뇌이자 부정지법에 속한 진(瞋)과 소번뇌지법에 속한 해(害) 이외의 마음작용으로서, 유정과 비유정에 대한 심분발(心憤發)의 성질 즉 유정과 비유정에 대해 마음으로 하여금 격분[憤發]하게 하는 성질의, 소번뇌지법에 속한 마음작용이다.
모든 번뇌를 근본번뇌와 수번뇌로 나눌 때, 분(忿)은 수번뇌에 속하며 근본번뇌 가운데 진(瞋)으로부터 일어나는 수번뇌이다.

#### (30) 부(覆)
부(覆, 숨기고 감춤,
산스크리트어: mrakśa,
팔리어: makkha,
영어: concealment,
slyness-concealment,
hypocrisy)는 자신의 죄(罪)를 감추려고 하는, 소번뇌지법에 속한 마음작용이다. 죄(罪)는 모든 선사(善士)가 꾸짖고 싫어하는 법[訶厭法]으로서 그 자체와 그 과보를 두려워 해야 할 것[怖畏]이다.
모든 번뇌를 근본번뇌와 수번뇌로 나눌 때, 부(覆)는 수번뇌에 속하는데, 어떤 근본번뇌로부터 일어나는 수번뇌인지에 대해서 3가지의 견해가 있다. 그 3가지는 탐(貪)으로부터 일어나는 수번뇌라는 견해, 무명(無明) 즉 치(癡)로부터 일어나는 수번뇌라는 견해, 탐(貪)과 무명(無明) 둘 모두로부터 일어나는 수번뇌라는 견해이다.

#### (31) 간(慳)
간(慳, 아까워함, 인색, 희사하지 못함, 베풀지 못함,
산스크리트어: mātsarya,
팔리어: macchariya,
영어: stinginess,
avarice,
miserliness,
greed)은 재시(財施) · 법시(法施)의 교시(巧施: 타인에게 보시하여 이익을 주는 것)와 반대되는 마음작용으로, 마음으로 하여금 재물[財]과 교법[法]에 대해 인색하여 집착하게 하는, 소번뇌지법에 속한 마음작용이다.
모든 번뇌를 근본번뇌와 수번뇌로 나눌 때, 간(慳)은 수번뇌에 속하며 근본번뇌 가운데 탐(貪)으로부터 일어나는 수번뇌이다.

#### (32) 질(嫉)
질(嫉, 시기, 질투,
산스크리트어: īrṣyā,
irshya,
팔리어: issā,
영어: jealousy,
envy)은 다른 사람의 온갖 흥성사(興盛事) 즉 온갖 흥하고 성한 일에 대해 마음으로 하여금 기뻐하지 않게[不喜] 하는, 소번뇌지법에 속한 마음작용이다.
모든 번뇌를 근본번뇌와 수번뇌로 나눌 때, 질(嫉)은 수번뇌에 속하며 근본번뇌 가운데 진(瞋)으로부터 일어나는 수번뇌이다.

#### (33) 뇌(惱)
뇌(惱, 괴롭힘, 사나움, 포악함, 죄사에 대한 견고한 집착,
산스크리트어: pradāśa,
영어: spite,
spitefulness,
malice,
stubbornness)는 온갖 죄사(罪事: 죄가 되는 일, 악한 일, 나쁜 일)에 대해 견고히 집착하는, 소번뇌지법에 속한 마음작용이다. 마음이 뇌(惱)와 상응하고 있는 상태에서는 참다운 충고[如理諫]도 받아들이지 않으며 회개[悔]하지도 않는다. 죄(罪)는 모든 선사(善士)가 꾸짖고 싫어하는 법[訶厭法]으로서 그 자체와 그 과보를 두려워 해야 할 것[怖畏]이다.
모든 번뇌를 근본번뇌와 수번뇌로 나눌 때, 뇌(惱)는 수번뇌에 속하며 근본번뇌 가운데 견(見)에 속한 견취(見取)로부터 일어나는 수번뇌이다.

#### (34) 해(害)
해(害, 핍박, 해침, 손뇌,
산스크리트어: vihiṃsā,
영어: hostility,
cruelty,
intention to harm,
spirit of violence)는 다른 유정을 핍박(逼迫: 억누르고 괴롭힘)하는, 소번뇌지법에 속한 마음작용이다. 마음이 해(害)와 상응하게 되면 때리고[打] 매도하는[罵] 등의 일을 저지르게 된다.
모든 번뇌를 근본번뇌와 수번뇌로 나눌 때, 해(害)는 수번뇌에 속하며 근본번뇌 가운데 진(瞋)으로부터 일어나는 수번뇌이다.

#### (35) 한(恨)
한(恨, 원한, 원망,
산스크리트어: upanāha,
영어: resentment,
enmity,
vindictiveness)은 소번뇌지법에 속한 분(忿)의 마음작용의 소연(所緣)에 대해 자주자주 생각[數數尋思]하여 원한을 품어 버리지 않는[結怨不捨], 소번뇌지법에 속한 마음작용이다.
모든 번뇌를 근본번뇌와 수번뇌로 나눌 때, 한(恨)은 수번뇌에 속하며 근본번뇌 가운데 진(瞋)으로부터 일어나는 수번뇌이다.

#### (36) 첨(諂)
첨(諂, 마야, 가장하여 숨김, 심곡, 아첨,
산스크리트어: māyā,
영어: pretense,
deceit,
dissimilation)은 심곡(心曲)를 말한다. 즉 마음으로 하여금 아곡(阿曲)하게 하는, 소번뇌지법에 속한 마음작용이다. 마음이 첨(諂)과 상응하게 되면 스스로를 사실 그대로[如實] 드러내지 않게 되며, 따라서 다른 사람이 나의 허물을 바로잡아주는 그러한 기회를 갖지 못하게 되거나, 혹은  다른 사람이 나에게 방편을 시설[設]하여 그 결과 내가 참다운 것을 알게 되는 그러한 기회를 갖지 못하게 된다.
모든 번뇌를 근본번뇌와 수번뇌로 나눌 때, 뇌(惱)는 수번뇌에 속하며 근본번뇌 가운데 견(見), 즉 온갖 그릇된 견해로부터 일어나는 수번뇌이다.

#### (37) 광(誑)
광(誑, 속임, 미혹시킴,
산스크리트어: śāthya,
영어: hypocrisy,
dishonesty,
deception,
spirit of deception)은 다른 사람을 미혹시키려는[惑], 소번뇌지법에 속한 마음작용이다.
모든 번뇌를 근본번뇌와 수번뇌로 나눌 때, 광(誑)은 수번뇌에 속하며 근본번뇌 가운데 탐(貪)으로부터 일어나는 수번뇌이다.

#### (38) 교(憍)
교(憍, 교만, 오염된 기쁨,
산스크리트어: mada,
팔리어: mada,
영어: self-satisfaction,
self-infatuation,
mental inflation,
smugness,
conceit)는 자신이 가진 법에 대한 염착을 발동근거 또는 전제로 하여 일어나는 마음작용으로, 마음으로 하여금 거만[傲]하게 하고 방일[逸]하게 하여 다른 것을 돌아보는 것[顧]을 하지 않게 하는 무소고성(無所顧性)의, 소번뇌지법에 속한 마음작용이다.
또는, 유여사(有餘師)의 견해에 따르면, 교(憍)는 탐(貪)으로부터 생겨난 흔거(欣擧: 들떠 거들먹거리는 것)의 차별이다. 즉, 번뇌에 오염된 상태의 희(喜)이다.
모든 번뇌를 근본번뇌와 수번뇌로 나눌 때, 교(憍)는 수번뇌에 속하며 근본번뇌 가운데 탐(貪)으로부터 일어나는 수번뇌이다.

### 부정지법(不定地法: 8가지)
부정지법(不定地法)은 그 성질상 대지법 · 대선지법 · 대번뇌지법 · 대불선지법 · 소번뇌지법의 5가지 그룹 가운데 어느 특정 하나에 속한다고 확정할 수 없는[不定] 마음작용들을 말한다.
설일체유부의 교학에 따르면, 부정지법에 속한 마음작용으로는 심(尋) · 사(伺) · 수면(睡眠) · 악작(惡作) · 탐(貪) · 진(瞋) · 만(慢) · 의(疑)의 8가지가 있다.

#### (39) 심(尋)
심(尋, 대강의 상(相: 성질, 모습, 자성)을 분별함,
거친 성질, 거친 움직임,
산스크리트어: vitarka,
vitarkah,
팔리어: vitakka,
영어: conception,
selectiveness,
gross detection,
examination,
application of thought,
applied thinking,
initial application,
grossness of the mind)은 마음(6식, 즉 심왕, 즉 심법)의 거친 성질[麤性]로서, 부정지법에 속한 마음작용이다. 한편, 이에 대해 사(伺)는 마음(6식, 즉 심왕, 즉 심법)의 세밀한 성질[細性]로서, 역시 부정지법에 속한 마음작용이다.
설일체유부의 정통 교학 즉 비바사사의 견해에 따르면, 심(尋)은 마음(6식 가운데 전5식)으로 하여금 감각적 대상(5경)을 추구하게 하는 보다 거친 성질의 마음작용[心之麤性]이다. 그리고  사(伺)는 마음(6식 가운데 제6의식)으로 하여금 비감각적 대상 (법경)을 파악하게 하는 보다 세밀한 성질의 마음작용[心之細性]이다. 이들 두 마음작용 덕분에, 즉, 심과 사가 개별적 실체로서 존재하면서 서로 상응(相應)하면서 구기(俱起)하기 때문에  마음은 추(麤) · 세(細)에 치우치지 않고 대상에 대한 고른 인식을 이끌어낼 수 있다.
이들의 상응과 구기에 대해 비바사사는 다음과 같은 해석을 제공하고 있다.
 云何此二一心相應。有作是釋。如冷水上浮以熟酥上烈日光之所照觸。酥因水日非釋非凝。如是一心有尋有伺。心由尋伺不遍細麤。故於一心俱有作用。

 
그렇다면 어떻게 이러한 [심·사의] 두 가지가 한 찰나의 마음[一心]과 상응하[여 동시에 일어날 수 있]는 것인가? 어떤 이는 이와 같이 해석하고 있다. 즉 "찬물 위에 떠 있는 숙소(熟酥) 상에 뜨거운 햇볕이 비추어 쪼이더라도 숙소는 풀리지도 않고 엉키지도 않는 것처럼, 이와 마찬가지로 한 찰나의 마음에 심도 존재하고 사도 존재하니, 마음은 이러한 심과 사로 말미암아 두루 세밀하지도 거칠지도 않게 되는 것이다. 따라서 한 찰나의 마음에 [이 두 가지 심소는] 함께 존재하여 작용하게 되는 것이다." (비바사사의 제1설)
 — 《아비달마구사론》 제4권. 한문본 & 한글본
또한, 심(尋)과 사(伺)의 상응과 구기에 대해 비바사사는 이 두 마음작용이 어언행(語言行), 즉 어언의 행, 즉 언어[語言] 즉 말을 성립시키는 근거가 되는 거친 성질과 세밀한 성질의 마음작용이라는 2번째 해석을 제공하고 있다.
 復有釋言。尋伺二法是語言行。故契經言。要有尋伺方有語言。非無尋伺此語言行。麤者名尋。細者名伺。於一心內別法是麤別法是細。於理何違。

 
다시 어떤 이는 해석하여 다음과 같이 말하고 있다. "심과 사의 두 가지 법은 바로 어언(語言)의 행(行)이니, 그래서 계경에서 말하기를, '요컨대 심·사가 있어 비로소 어언이 있게 된 것이다'고 하였던 것이다. 곧 심과 사가 없다면 이러한 어언의 행도 있지 않을 것이니, 그러한 것 중에서 거친 것을 '심'이라 이름하고, 세밀한 것을 '사'라고 이름하는 것이다." 그러니 1찰나의 마음 안에 개별적인 법[別法]으로서의 거친 것(심)과 개별적인 법으로서의 세밀한 것(사)이 있을지라도 이치상 무슨 모순이 있을 것인가? (비바사사의 제2설)
 — 《아비달마구사론》 제4권. 한문본 & 한글본
한편, 세친은 심(尋)과 사(伺)에 대해 위에 나타난 비바사사의 견해, 즉 설일체유부의 정통 견해와는 의견을 달리하고 있는데, 그는 거칠고 세밀한 성질 즉 심과 사는 다만 마음의 차별일 뿐 개별적 실체로서 존재하는 것이 아니라고 본다. 그렇기 때문에, 즉, 비록 심과 사를 자성의 차별을 지닌 개별적인 실체의 종류[別體類]로서 존재한다고 볼 때는 위의 설명에서 나타난 바와 같이 이치상 어떠한 모순도 없을 것이지만 이들은 개별적인 실체의 종류로서 존재하지 않기 때문에, 하나의 실체의 종류 즉 한 찰나의 마음[一心]에서 상 · 하 두 품류 즉 거친 성질과 세밀한 성질이 동시에 일어나는 모순이 발생한다고 본다. 즉, 세친은 심과 사는 마음의 특정한 성질 또는 능력일 뿐  각각 개별적인 실체로서의 마음작용이 아니라고 본다.

#### (40) 사(伺)
사(伺, 자세한 상(相: 성질, 모습, 자성)을 분별함,
세밀한 성질, 세밀한 움직임,
산스크리트어: vicara,
vitarkah,
팔리어: vicāra,
영어: discernment,
discursiveness,
analysis,
sustained application,
sustained thinking,
selectiveness,
subtle discernment,
subtlety of the mind)는 마음(6식, 즉 심왕, 즉 심법)의 세밀한 성질[細性]로서, 부정지법에 속한 마음작용이다.

#### (41) 수면(睡眠)
수면(睡眠, 잠, 흐릿함, 약화됨, 자유로이 움직이지 못함,
산스크리트어: middha,
팔리어: middha,
영어: torpor,
sleep,
drowsiness,
apathy)은 줄임말로 면(眠)이라고도 하는데, 심매략성(心昧略性) 즉 마음으로 하여금 [6경과 6근에 대하여] 흐릿하고 약해지게[昧略, 흐리멍덩해지게] 하는 성질의, 부정지법에 속한 마음작용이다. 마음이 수면과 상응하고 있는 상태에서는 마음은 몸 즉 5근을 집지(執持)할 만한 공력(功力)이 없게 된다.
수면(睡眠)은 3계 가운데 욕계에만 존재하는 마음작용이다.
수면(睡眠)은 선 · 불선 · 무기의 3성 가운데 불선과 무기에 통한다.
모든 번뇌를 근본번뇌와 수번뇌로 나눌 때, 수면(睡眠)은 수번뇌에 속하며 근본번뇌 가운데 무명(無明) 즉 치(癡)로부터 일어나는 수번뇌이다.
수면(睡眠)은 대번뇌지법에 속한 마음작용인 혼침(惛沈)과 결합하여 5개 가운데 하나인 혼면개(惛眠蓋)를 이룬다. 혼침(惛沈)과 수면(睡眠)의 두 번뇌는 모두 마음의 성질[心性: 마음의 본질적 성질 즉 마음의 본질적 능력 즉 심의식]이 가라앉게[沈] 하고 흐릿하게[昧] 하는 작용을 한다. 그 결과, 설일체유부의 교학에 따르면 계온(戒蘊) · 정온(定蘊) · 혜온(慧蘊) · 해탈온(解脫蘊) · 해탈지견온(解脫知見蘊)의 5무루온 가운데 혜온 즉 지혜[慧]를 장애하며, 경량부의 교학에 따르면 5무루온 가운데 정온 즉 선정[定]을 장애한다.

#### (42) 악작(惡作)
악작(惡作, 후회, 추회
산스크리트어: kaukṛitya,
kaukritya,
팔리어: kukkucca,
영어: regret,
worry)은 회(悔)라고도 하는데 심추회성(心追悔性)의 마음작용이다. 즉 그릇되게 지어진 것을 소연으로 하여 생겨나는[緣], 마음의 추회(追悔)하는 성질의 마음작용으로서, 부정지법에 속한 마음작용이다.
《아비달마구사론》의 설명에 따르면, '악작(惡作)'의 문자 그대로의 뜻은 '그릇되게 지어진 것'인데, 나중에 '그릇되게 지어진 것'을 대상으로 하여 추회 즉 후회하게 되므로, 악작이라는 낱말로 후회를 가리키게 된 것이다. 즉, '그릇되게 지어진 것'이라는 원인으로써 '후회'라는 결과를 가리키는 용도로 사용한 경우이다. 이렇기 때문에, '악작(惡作)'의 문자 그대로의 뜻인 '그릇되게 지어진 것' 자체에는 후회의 뜻이 들어 있지 않지만, '그릇되게 지어진 것'은 나중에 후회를 일으키는 원인이 된다는 점을 부각시키고자 '후회의 마음작용'의 명칭으로서 '악작(惡作)'을 사용한 것이다.
악작(惡作) 즉 회(悔)는 선이 될 수도 있고 번뇌 또는 불선이 될 수도 있다. 선을 짓지 않은 것이나 악을 지은 것을 후회하는 것은 선이고, 선을 지은 것이나 악을 짓지 않은 것을 후회하는 것은 불선이다.
모든 번뇌를 근본번뇌와 수번뇌로 나눌 때, 번뇌 또는 불선으로서의 악작(惡作) 즉 회(悔)는 수번뇌에 속하며 근본번뇌 가운데 의(疑)로부터 일어나는 수번뇌이다.
악작(惡作) 즉 회(悔)는 대번뇌지법에 속한 마음작용인 도거(掉擧)와 결합하여 5개 가운데 하나인 도회개(惛眠蓋)를 이룬다. 도거(掉擧)와 회(悔)의 두 번뇌는 모두 마음으로 하여금 적정(寂靜: 고요함)하지 못하게 하는 작용을 한다. 그 결과, 설일체유부의 교학에 따르면 계온(戒蘊) · 정온(定蘊) · 혜온(慧蘊) · 해탈온(解脫蘊) · 해탈지견온(解脫知見蘊)의 5무루온 가운데 정온 즉 선정[定]을 장애하며, 경량부의 교학에 따르면 5무루온 가운데 혜온 즉 지혜[慧]를 장애한다.

#### (43) 탐(貪)
탐(貪, 3계의 애(愛), 미착, 탐착,
산스크리트어: rāga,
팔리어: rāga,
영어: lust,
attachment,
craving)은 마음으로 하여금 외적 대상[境]이나 자신의 존재 자체[有, 自體]에 대해 깊이 미착(味著: 맛들여 집착함)하게 하는, 부정지법에 속한 마음작용이다.
탐(貪)은 욕계의 탐인 욕탐(欲貪)과 색계와 무색계의 탐인 유탐(有貪)으로 나뉜다. 욕탐(欲貪)은 욕계 중의 유정이 외적 대상[境]에 대해서 깊이 미착하는 것을 말한다. 이에 비해, 색계와 무색계 중의 유정은 외적 대상[境]에 대해서는 미착하지 않는다. 하지만, 등지(等至, 산스크리트어: samāpatti: 선정, 정려)나 소의지(所依止), 즉 그들의 '존재 자체[自體]', 즉 유(有)에 대해서는 깊이 미착함이 있는데 이와 같이 유(有)에 대해 깊이 미착하는 것을 유탐(有貪)이라고 한다. 예를 들어, 이생과 외도가 무상이숙(無想異熟) 즉 무상천(無想天)에서의 5백 대겁 동안의 무상(無想)의 삶을 해탈이라고 생각하거나 무상이숙을 획득하는 원인이 되는 선정인 무상정(無想定)을 해탈도 또는 해탈문이라고 여겨 이들에 미착하는 것이 것이 유탐에 해당한다.
모든 번뇌를 근본번뇌와 수번뇌로 나눌 때, 탐(貪)은 근본번뇌에 속한다.
근본번뇌를 견소단 · 수소단으로 분별할 때, 탐(貪)은 견소단이기도 하고 수소단이기도 하다. 구체적으로는, 10수면 가운데 5견과 의(疑)와 같은 이지적인 번뇌를 소연으로 하여 생기하는 탐(貪)은 5견과 의(疑)가 견소단이기 때문에 이 때의 탐(貪)도 견소단이다. 예를 들어 5견에 속하는 어떤 견해를 탐착하여 즉 그것에 들러붙러 떠나지 못하여 그것을 정견이라고 주장하고 자신이 그러한 견해를 가진 것에 대해 자랑스러워하면서 오만하고 나아가 그러한 견해를 가지지 못한 사람을 무시하거나 혹은 반대되는 견해를 주장하는 사람을 미워하고 증오할 때, 이 때의 그 견해에 대한 탐착 즉 탐은 견소단이다. 반면, 5견과 의(疑)와 같은 지적 번뇌 없이 습관적으로 또는 즉물적으로 일어나는 탐, 즉 견물생심(見物生心)과 같은 정의(情意: 감정과 의지)적인 탐(貪)은 수소단이다.
3계(三界)와 5부(五部)로 분별해 보면, 탐(貪)은 3계 모두에 존재하며 5부를 모두 갖추고 있다. 즉, 탐은 욕계 · 색계 · 무색계의 3계 각각에서 견도소단 · 견집소단 · 견멸소단 · 견도소단 · 수도소단의 측면을 모두 갖추고 있다. 따라서, 3계 · 5부의 관점에서 볼 때, 탐은 욕계의 5가지 · 색계의 5가지 · 무색계의 5가지로 총 15가지가 있다. 이들 가운데 욕계의 4가지 · 색계의 4가지 · 무색계의 4가지의 총 12가지가 견소단 즉 견혹(見惑)이고, 욕계의 수도소단 1가지 · 색계의 수도소단 1가지 · 무색계의 수도소단 1가지의 총 3가지가 수소단 즉 수혹(修惑)이다.
욕계의 탐(貪) 즉 욕탐(欲貪)은 진(瞋)과 욕계의 치(癡) 즉 욕계의 무명(無明)과 더불어 불선근(不善根), 즉 모든 불선 즉 악의 뿌리를 이룬다. 여기서 주의할 점은, '모든 불선 즉 악의 뿌리'라고 말하고 있는 것으로, 이것이 곧 '모든 번뇌의 뿌리'와 동의어인 것은 아니다. 불선과 번뇌는 깊이 관련되어 있지만 기본적으로 그 개념이 다르다. 번뇌 즉 잡염은 불선과 유부무기를 합한 개념이다.
욕탐은 다른 사람의 재물에 대한 악욕(惡欲: 나쁜 욕구)이다. 더 자세히 말하면, 욕탐은 남의 재물에 대해 비리(非理)의 욕(欲: 욕구)를 일으켜 어떻게 해서든 그것을 나에게 소속시키기 위해 강제로 혹은 슬그머니 취하려는 마음을 일으키는, 남의 재물을 탐착[耽]하고 희구[求]하는 악욕(惡欲) 즉 나쁜 욕구 · 사악한 욕구 또는 그릇된 욕구를 말한다. 그리고 5개의 탐욕개(貪欲蓋)는 욕탐 즉 욕계의 탐을 뜻한다.

#### (44) 진(瞋)
진(瞋, 미워함, 성냄, 노여워함, 상처입히고 해치는 것을 좋아함,
산스크리트어: pratigha,
dvesa,
팔리어: paṭigha,
영어: ill will,
anger,
repugnance,
hatred)은 다른 유정에게 상처입히고[傷] 해를 끼치기[害] 위해 그 유정에 대하여 미워하고 성내는[憎恚], 부정지법에 속한 불선의 성질의 마음작용이다.
진(瞋)은 3계 가운데 욕계에만 존재하는 번뇌성의 마음작용으로, 유부무기가 아닌 불선 즉 악으로 분류되는 번뇌이다.
모든 번뇌를 근본번뇌와 수번뇌로 나눌 때, 진(瞋)은 근본번뇌에 속한다.
근본번뇌를 견소단 · 수소단으로 분별할 때, 진(瞋)은 견소단이기도 하고 수소단이기도 하다. 구체적으로는, 10수면 가운데 5견과 의(疑)와 같은 이지적인 번뇌를 소연으로 하여 생기하는 진(瞋)은 5견과 의(疑)가 견소단이기 때문에 이 때의 진(瞋)도 견소단이다. 예를 들어 5견에 속하는 어떤 견해를 탐착하여 즉 그것에 들러붙러 떠나지 못하여 그것을 정견이라고 주장하고 자신이 그러한 견해를 가진 것에 대해 자랑스러워하면서 오만하고 나아가 그러한 견해를 가지지 못한 사람을 무시하거나 혹은 반대되는 견해를 주장하는 사람을 미워하고 증오할 때, 이 때의 미워함과 증오 즉 진(瞋)은 견소단이다. 반면, 5견과 의(疑)와 같은 지적 번뇌 없이 습관적으로 또는 즉물적으로 일어나는 진(瞋), 즉 견물생심(見物生心)과 같은 정의(情意: 감정과 의지)적인 진(瞋)은 수소단이다.
3계(三界)와 5부(五部)로 분별해 보면, 진(瞋)은 3계 가운데 욕계에만 존재하며 5부를 모두 갖추고 있다. 즉, 진은 욕계에서 견도소단 · 견집소단 · 견멸소단 · 견도소단 · 수도소단의 측면을 모두 갖추고 있다. 따라서, 3계 · 5부의 관점에서 볼 때, 진은 욕계의 5가지만 있다. 이들 가운데 4가지가 견소단 즉 견혹(見惑)이고, 수도소단 1가지가 수소단 즉 수혹(修惑)이다.
진(瞋)은 욕계의 탐(貪) 즉 욕탐(欲貪)과 욕계의 치(癡) 즉 욕계의 무명(無明)과 더불어 불선근(不善根), 즉 모든 불선 즉 악의 뿌리를 이룬다. 여기서 주의할 점은, '모든 불선 즉 악의 뿌리'라고 말하고 있는 것으로, 이것이 곧 '모든 번뇌의 뿌리'와 동의어인 것은 아니다. 불선과 번뇌는 깊이 관련되어 있지만 기본적으로 그 개념이 다르다. 번뇌 즉 잡염은 불선과 유부무기를 합한 개념이다.

#### (45) 만(慢)
만(慢, 거만, 자만, 오만, 고거심,
산스크리트어: māna,
팔리어: māna,
영어: pride,
arrogance,
conceit)은 심자거성(心自舉性), 즉 다른 사람에 대해 마음이 스스로를 높이는 성질의, 부정지법에 속한 마음작용이다. 달리 말하면, 만(慢)은 자신과 다른 사람의 덕(德)에 대해 누가 더 우월한지를 따져 생각하고 헤아려서는 스스로가 더 뛰어나다고 믿거나, 혹은 동등하다고 믿거나, 혹은 못해도 많이 못하지 않다고 믿고, 이러한 믿음에 근거하여 거들먹거리며 다른 사람을 능멸(陵蔑: 업신여겨 깔봄)하는 마음작용이다.
만(慢)은 세분하여 만(慢) · 과만(過慢) · 만과만(慢過慢) · 아만(我慢) · 증상만(增上慢) · 비만(卑慢) · 사만(邪慢)의 7만(七慢)으로 나뉜다.
모든 번뇌를 근본번뇌와 수번뇌로 나눌 때, 만(慢)은 근본번뇌에 속한다.
근본번뇌를 견소단 · 수소단으로 분별할 때, 만(慢)은 견소단이기도 하고 수소단이기도 하다. 구체적으로는, 10수면 가운데 5견과 의(疑)와 같은 이지적인 번뇌를 소연으로 하여 생기하는 만(慢)은 5견과 의(疑)가 견소단이기 때문에 이 때의 만(慢)도 견소단이다. 예를 들어 5견에 속하는 어떤 견해를 탐착하여 즉 그것에 들러붙러 떠나지 못하여 그것을 정견이라고 주장하고 자신이 그러한 견해를 가진 것에 대해 자랑스러워하면서 오만하고 나아가 그러한 견해를 가지지 못한 사람을 무시하거나 혹은 반대되는 견해를 주장하는 사람을 미워하고 증오할 때, 이 때의 오만 또는 무시 즉 만(慢)은 견소단이다. 반면, 5견과 의(疑)와 같은 지적 번뇌 없이 습관적으로 또는 즉물적으로 일어나는 만(慢), 즉 견물생심(見物生心)과 같은 정의(情意: 감정과 의지)적인 만(慢)은 수소단이다.
3계(三界)와 5부(五部)로 분별해 보면, 만(慢)은 3계 모두에 존재하며 5부를 모두 갖추고 있다. 즉, 만은 욕계 · 색계 · 무색계의 3계 각각에서 견도소단 · 견집소단 · 견멸소단 · 견도소단 · 수도소단의 측면을 모두 갖추고 있다. 따라서, 3계 · 5부의 관점에서 볼 때, 만은 욕계의 5가지 · 색계의 5가지 · 무색계의 5가지로 총 15가지가 있다. 이들 가운데 욕계의 4가지 · 색계의 4가지 · 무색계의 4가지의 총 12가지가 견소단 즉 견혹(見惑)이고, 욕계의 수도소단 1가지 · 색계의 수도소단 1가지 · 무색계의 수도소단 1가지의 총 3가지가 수소단 즉 수혹(修惑)이다.

#### (46) 의(疑)
의(疑, 의심, 망설임, 주저함, 미룸, 진리에 대한 유예,
산스크리트어: vicikitsa,
vicikitsā,
팔리어: vicikicchā,
영어: doubt,
indecision,
skepticism,
indecisive wavering)는 있을까 없을까 또는 그럴까 그렇지 않을까의 '두 가지 갈래에서 일어나는[二趣相轉]' 마음작용으로 그 갈래에서 동요(動搖)하는 것을 본질적 성질로 하는, 부정지법에 속한 마음작용이다.
모든 번뇌를 근본번뇌와 수번뇌로 나눌 때, 의(疑)는 근본번뇌에 속한다.
근본번뇌를 견소단 · 수소단으로 분별할 때, 의(疑)는 견소단이다. 구체적으로는, 10수면 가운데 5견과 의(疑)와 같은 이지적인 번뇌는 견도(見道)에서 바른 이치를 보는 순간 즉시 끊어지기 때문에 견소단이다.
3계(三界)와 5부(五部)로 분별해 보면, 의(疑)는 3계 모두에 존재하며 4부만을 모두 갖추고 있다. 즉, 의(疑)는 욕계 · 색계 · 무색계의 3계 각각에서 견도소단 · 견집소단 · 견멸소단 · 견도소단의 4가지 측면만을 갖추고 있다. 따라서, 3계 · 5부의 관점에서 볼 때, 의(疑)는 욕계의 4가지 · 색계의 4가지 · 무색계의 4가지로 총 12가지가 있으며 이들은 모두 견소단 즉 견혹(見惑)이다. 달리 말하면, 의(疑)에는 5부 가운데 수도소단이 없다. 즉 의(疑)에는 수소단 즉 수혹(修惑)의 측면이 없다.

## 같이 보기
- 아비달마구사론
- 마음작용
  - 부파불교의 설일체유부
    - 마음작용 (아비달마품류족론)
    - 마음작용 (아비달마구사론)
    - 마음작용 (아비달마순정리론)
    - 마음작용 (아비달마장현종론)

  - 대승불교의 유식유가행파
    - 마음작용 (유가사지론)
    - 마음작용 (현양성교론)
    - 마음작용 (대승아비달마집론·잡집론)
    - 마음작용 (대승오온론·광오온론)
    - 마음작용 (대승백법명문론·해)
    - 마음작용 (성유식론)
- 심불상응행법 (아비달마구사론)

## 참고 문헌
- 고려대장경연구소. 《고려대장경 전자 불교용어사전》. 고려대장경 지식베이스 / (사)장경도량 고려대장경연구소. |title=에 외부 링크가 있음 (도움말)
- 곽철환 (2003). 《시공 불교사전》. 시공사 / 네이버 지식백과. |title=에 외부 링크가 있음 (도움말)
- 무착 지음, 현장 한역 (K.571, T.1602). 《현양성교론》. 한글대장경 검색시스템 - 전자불전연구소 / 동국역경원. K.571(16-1), T.1602(31-480). |title=에 외부 링크가 있음 (도움말)
- 세우 지음, 현장 한역, 송성수 번역 (K.949, T.1542). 《아비달마품류족론》. 한글대장경 검색시스템 - 전자불전연구소 / 동국역경원. K.949(25-149), T.1542(26-692). |title=에 외부 링크가 있음 (도움말)
- 세친 지음, 현장 한역, 권오민 번역 (K.955, T.1558). 《아비달마구사론》. 한글대장경 검색시스템 - 전자불전연구소 / 동국역경원. K.955(27-453), T.1558(29-1). |title=에 외부 링크가 있음 (도움말)
- 세친 지음, 현장 한역, 송성수 번역 (K.618, T.1612). 《대승오온론》. 한글대장경 검색시스템 - 전자불전연구소 / 동국역경원. K.618(17-637), T.1612(31-848). |title=에 외부 링크가 있음 (도움말)
- 운허.  동국역경원 편집, 편집. 《불교 사전》. |title=에 외부 링크가 있음 (도움말)
- (중국어) 무착 조, 현장 한역 (T.1602). 《현양성교론(顯揚聖教論)》. 대정신수대장경. T31, No. 1602, CBETA. |title=에 외부 링크가 있음 (도움말)
- (중국어) 佛門網. 《佛學辭典(불학사전)》. |title=에 외부 링크가 있음 (도움말)
- (중국어) 星雲. 《佛光大辭典(불광대사전)》 3판. |title=에 외부 링크가 있음 (도움말)
- (중국어) 세우 조, 현장 한역 (T.1542). 《아비달마품류족론(阿毘達磨品類足論)》. 대정신수대장경. T26, No. 1542, CBETA. |title=에 외부 링크가 있음 (도움말)
- (중국어) 세친 조, 현장 한역 (T.1558). 《아비달마구사론(阿毘達磨俱舍論)》. 대정신수대장경. T29, No. 1558, CBETA. |title=에 외부 링크가 있음 (도움말)
- (중국어) 세친 조, 현장 한역 (T.1612). 《대승오온론(大乘五蘊論)》. 대정신수대장경. T31, No. 1612, CBETA. |title=에 외부 링크가 있음 (도움말)